# 吉富站 (福岡縣)
吉富站（日语：／ Yoshitomi eki */?）是位於福岡縣築上郡吉富町大字廣津，九州旅客鐵道（JR九州）的日豐本線車站。為吉富町的中心車站。同時為福岡縣最東車站。

## 背景
由於京都府（山陰本線）也設有同名同名車站，當初計劃車站名稱為「豐前吉富站」。在1989年（平成元年）3月11日時間表修正中預定啟用，但是町議會反對使車站尚未啟用。最終於1995年（平成7年）啟用。
月台建設費是由當地的女性負擔，而車站大樓的建設費是由製藥公司負擔。

## 車站構造
車站是一座建設在路堤上裴地面車站，設有2面2線的相對式月台。月台可容納8卡車廂（長165米）。月台建設在彎位上。現時的車站大樓在車站啟用已經存在，為半圓形風格的建築物。在車站大樓內同時設有吉富町的設施「故鄉中心」。
此站由JR九州鐵道營業負責車站業務，當時為業務委託車站。在2014年7月後為無人車站，POS終端已經撒走。
此站可以使用「SUGOCA」IC卡，以及可以與SUGOCA互相使用的交通系IC卡。車站內不可為SUGOCA增值及購買SUGOCA。車站內設有自動售票機（不可使用橙卡）

### 月台
| 月台 | 路線      | 上下行 | 方向           |
| ---- | --------- | ------ | -------------- |
| 1    | ■日豐本線 | 下行   | 中津、柳浦方向 |
| 2    | ■日豐本線 | 上行   | 行橋、小倉方向 |

## 歷史
- 1995年4月20日：車站啟用[2]。
- 2009年3月1日：此站可以使用IC卡「SUGOCA」[8]。
- 2014年7月：站房無人化[6]。

## 使用狀況
以下為近年1日平均乘車人次列表：
| 年度   | 1日平均 乘車人次 |
| ------ | ---------------- |
| 2016年 | 343              |
| 2017年 | 358              |
| 2018年 | 352              |
| 2019年 | 355              |
| 2020年 | 257              |
| 2021年 | 268              |
| 2022年 | 287              |
| 2023年 | 292              |

## 相鄰車站
九州旅客鐵道
■日豐本線
■快速（只設上行班次）
通過
■普通
三毛門－吉富－中津站

## 注腳
1. 1 2 3 4 5 6 7 8 9  . 週刊JR全駅・全車両基地 (朝日新聞出版). 2012-09-23, (07): 24.
2. 1 2 3  . 西日本新聞（朝刊） (西日本新聞社). 1995-04-21: 22.
3. 1 2  弓削信夫. . 葦書房（日语：葦書房）. 1993-10-15: 203. ISBN 4751205293.
4. 1 2  弓削信夫. . 葦書房. 1999-01-16: 115–116. ISBN 4751207334.
5. ↑  朝日新聞1994年11月3日西部版晨報　　30頁 第2社會版
6. 1 2 3  . 毎日新聞（地方版・福岡） (毎日新聞社). 2014-06-06: 21.
7. ↑  SUGOCA 利用可能エリア （页面存档备份，存于） 九州旅客鐵道，截至平成28年3月26日（2016年10月5日參閲）。
8. ↑  . 交通新聞 (交通新聞社). 2009-03-03: 1.
9. ↑  JR九州駅別乗車人員上位300駅（2019年度） （页面存档备份，存于），九州旅客鉄道。
10. ↑  JR九州駅別乗車人員上位300駅（2020年度） （页面存档备份，存于），九州旅客鉄道。
11. ↑  JR九州駅別乗車人員上位300駅（2021年度） （页面存档备份，存于），九州旅客鉄道。
12. ↑  JR九州駅別乗車人員上位300駅（2022年度） （页面存档备份，存于） ，九州旅客鉄道。
13. ↑   (PDF).   [2024-09-22]. （原始内容存档 (PDF)于2024-08-31）.

## 外部連結
- JR九州吉富站網頁 （页面存档备份，存于）